# 遍照寺 (和歌山市)
遍照寺（へんしょうじ）は、和歌山県和歌山市屋形町にある日蓮宗の寺院。山号は宝珠山。旧本山は和歌山蓮心寺、莚師法縁(隆源会)。

## 歴史
寛政元年（1789年）、貞壽院日實（丹波篠山の商人福田家の娘）が今福に建立した玉林坊が起源で貞苗院日普（普明院日照（京都峯山妙経寺15世）の弟子という）を開基とする。天保15年（1844年）、紀州和歌山藩奉行所の允許を得て現在の寺号を譲り受けた。明治33年（1900年）に現在地に移転する。昭和20年（1945年）7月9日の和歌山大空襲で堂宇を焼失した。現在の本堂は昭和27年（1952年）に再建されたもの。

## 歴代
- 貞壽院日實（1世）
- 恵教院日照（2世）
- 恵先院日賢（3世）

## 境内
- 本堂

## 参考資料
- 毎日新聞 2008年10月7日付「紀州社寺を歩く遍照寺」
- 読売新聞 2008年9月2日付
- わかやま新報 2005年5月10日付
- わかやま新報 1997年9月19日付